# Paso de Homs
El paso de Homs (en árabe: فتحة حمص‎:  حمص), también llamado paso de Akkar, es un paso relativamente plano en el valle del río Orontes, en el sur de Siria. Apodado «La puerta a Siria», el paso separa la cordillera litoral de Siria y el monte Zawiya de las cordilleras del Líbano y del Antilíbano. El pequeño río Nahr al-Kabir corre por el paso rumbo a la costa siria hacia el mar Mediterráneo.
Durante centenares de años, comerciantes e invasores han encontrado en el paso de Homs una importante ruta desde la costa al interior del país y a otras partes de Asia porque proporciona el acceso más fácil entre la costa mediterránea y el interior sirio. El paso es también el único grande cruce abierto todo el año a través de las cordilleras.
En la actualidad, la carretera y el ferrocarril desde Homs al puerto libanés de Trípoli atraviesan el paso, así como un oleoducto. Además, el Crac de los Caballeros se encuentra en el paso de Homs. El castillo fue construido en 1031 para vigilar el estratégico pasaje durante la Primera Cruzada, y cambió de manos varias veces durante el resto de las cruzadas.